# Tištěná elektronika

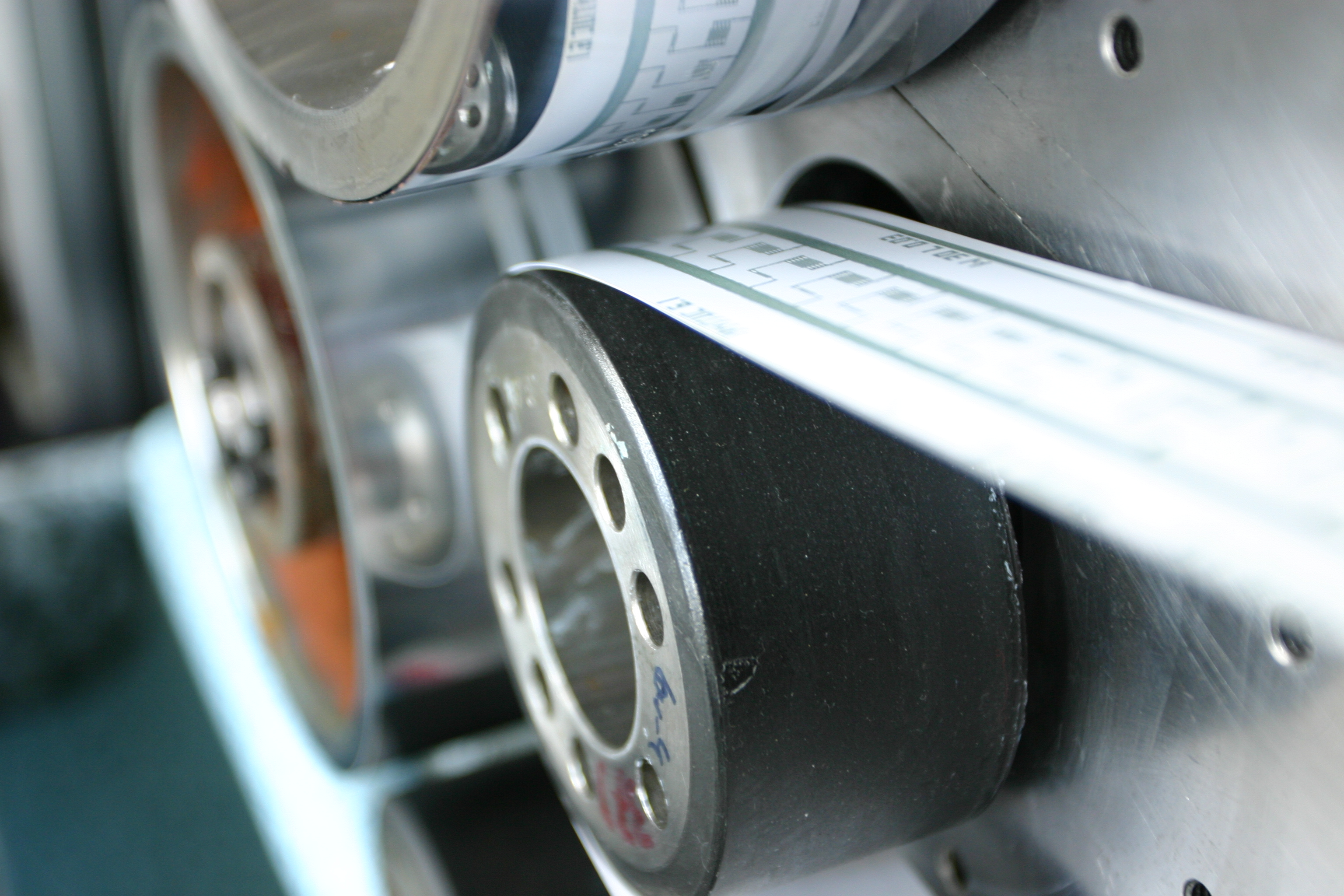
Realizace elektroniky hlubotiskem.

Tištěná elektronika (anglicky printed electronics)  je elektronická sestava (podsestava) vyrobená pomocí technologií tisku  na různých substrátech; postupy tisku mohou být doplněny o další aditivní nebo subtraktivní techniky.
Tištěná elektronika (TE) zahrnuje často organickou elektroniku, která obsahuje elektronické součástky vyrobené z organických materiálů. Tištěná elektronika zahrnuje elektronické součástky, sestavy a aplikace, vyrobené úplně nebo alespoň z velké části tiskem. Namísto tiskařských barev se tiskne tekutými nebo pastózními funkčními materiály.

## Technické základy
Tištěná elektronika spojuje znalosti a vývojové výsledky tiskových technologií, elektroniky, stejně tak chemie a materiálového inženýrství, včetně organické chemie a polymerové chemie. Rozvoji pomáhá také vývoj organické elektroniky, založené na rozvoji funkčních organických elektronických materiálů. Vedle elektrických vlastností (vodivost, polovodivost, elektroluminiscence) vede právě zpracovatelnost v tekuté formě jako roztok, disperze nebo suspenze k rozvoji tištěné elektroniky. Současně jsou ale také využívány anorganické materiály v kapalné formě.
Jakkoli v tištěné elektronice jde o součástky organické elektroniky, liší se konstrukcí i fungováním částečně od konvenčních elektronických součástek. Proto mají obvodová řešení a optimalizace součástek i obvodů velmi důležitou roli ve vývoji tištěné elektroniky.
K výrobě tištěné elektroniky jsou využitelné takřka všechny zavedené tiskové postupy, přinejmenším v modifikované podobě. Podobně jako se při klasickém tisku tisknou jednotlivé barvy přes sebe, při tisku elektroniky jsou nanášeny jednotlivé funkční vrstvy. Protože se vzájemně liší jak použité materiály, tak vlastnosti jednotlivých tiskových technik, je hledání nových materiálů a nových způsobů tisku jednou z nejdůležitějších úloh v rozvoji tištěné elektroniky.
Například maximální rozlišení struktur při konvenčním tisku je určeno maximálním rozlišením lidského oka. Detaily menší než 20 μm už nedokáže lidské oko rozlišit a nejsou proto klasickými tiskovými technikami reprodukovány. Oproti tomu v elektronice jsou požadovány mnohem jemnější struktury a to platí i o soutisku jednotlivých vrstev při tisku složitějších struktur, například tranzistorů.
Kolísání tloušťky a proměnlivost vlastností nanesených vrstev, stejně tak jako výskyt nepotištěných míst jsou při konvenčním tisku významné, jen když jsou rozlišitelné lidským okem. Oproti tomu u tištěné elektroniky představuje výskyt takových vad významný vliv na funkci tištěných součástek. Naopak vizuální dojem, vzhled je zde nevýznamný. K tomu navíc je nutné zpracovávat množství velmi odlišných materiálů, což klade velké nároky na jejich vzájemnou kompatibilitu (snášenlivost), přilnavost a společné působení.
Ve srovnání s tradiční mikroelektronikou se tištěná elektronika vyznačuje jednoduchou, flexibilní a především cenově výhodnou výrobou. Měla by umožnit elektronickým aplikacím významně větší rozšíření, síťové propojení a průnik do nových oblastí využití. Dobrým příkladem je opatření obalů zboží denní potřeby natištěným RFID identifikátorem. Ten umožní bezkontaktní identifikaci při dopravě i v obchodě. Navíc umožní tištěná elektronika jednoduchou realizaci a integraci specifických vlastností a funkcí (například ohebné displeje a solární články). Výkonnost tištěné elektroniky zůstává z hlediska jednotlivých funkcí zatím pozadu za konvenční elektronikou. Elektronické systémy s vysokými spínacími frekvencemi a velkou hustotou integrace zůstanou v dohledné době doménou konvenční elektroniky, mimo jiné pro velké investiční náklady na vývoj. Oproti tomu míří tištěná elektronika k zavedení nízkonákladové elektroniky v oborech, kde velká výkonnost konvenční elektroniky není potřebná.

## Výrobní postupy
Atraktivita použití tiskových postupů k výrobě elektroniky vyplývá v první řadě z možnosti skládat funkční vrstvy (tedy tenkovrstvé součástky) významně jednodušším a levnějším způsobem, než při konvenční výrobě. K tomu hraje významnou roli také možnost produkovat výrobky s novými nebo vylepšenými vlastnostmi. Výběr použitých tiskových technik se řídí podle nároků na vytištěné vrstvy, podle vlastností potiskovaných materiálů a podle vlastností požadovaných od výsledného produktu. Z průmyslově využívaných postupů šlo od začátku především o tryskový tisk (ink-jet) a sítotisk. Využívají se i techniky velkonákladového tisku jako jsou hlubotisk, ofset a flexotisk. Zatímco techniky velkonákladového tisku se užívají při tisku na základní materiál v rolích (roll-on-roll), ink-jet a sítotisk se využívají při potisku základního materiálu v arších (listech, přířezech).

## Velkonákladový tisk
Postupy velkonákladového tisku (hlubotisk, ofset, flexotisk) vykazují ve srovnání s ostatními druhy tisku velkou produktivitu, která může dosahovat až 10 000 m2/hod. Jejich použití je vhodné při potřebě drasticky snížit výrobní náklady. Díky velké produktivitě a variabilitě použití umožňují tisky tlustých vrstev až do 20 μm a přitom výbornou kvalitu vrstev. V oboru tištěné elektroniky pokračuje vývoj stále dál. Ofset a flexotisk jsou vhodné zvláště pro tisk anorganických i organických vodivých vrstev a pro tisk dielektrik. Hlubotisk se díky dobré kvalitě nanášených vrstev hodí zvláště pro vrstvy citlivé na kvalitu, jako jsou organické polovodiče a polovodivé a dielektrické vrstvy v tranzistorech. Je třeba upozornit, že organické tranzistory řízené polem (FET, unipolární tranzistor) a z nich konstruované integrované obvody je možné kompletně vyrábět pomocí postupů velkonákladového tisku.

## Inkoustový tisk
Je flexibilní a všestranně použitelný způsob digitálního tisku, který je možné použít s přiměřeně nízkými náklady i v laboratorních podmínkách. Je velmi vhodný pro nízkoviskózní, rozpustné materiály, například organické polovodiče. U vysokoviskózních materiálů jako jsou organická dielektrika nebo disperze částic jako jsou anorganické metalické barvy, nastávají problémy s ucpáváním trysek. Vzhledem k nanášení vrstev po kapkách je dosažitelná homogenita vrstev omezena. Tyto potíže je možné využitím některých dodatečných opatření odstranit. Současným použitím více trysek a tiskem na povrchově upravený substrát lze produktivitu tisku zlepšit. Inkoustový tisk je vhodný pro organické polovodiče v polem řízených tranzistorech (OFET) a organické diody LED (OLED), ale je možné takto tisknout kompletní tranzistory. Byl vyzkoušen tisk OLED displejů, integrovaných obvodů a organických fotovoltaických článků.

## Sítotisk
Díky možnosti nanášet tlusté vrstvy pastózních materiálů je sítotisk využíván v průmyslu už dlouho. Především se takto zhotovují vodiče z anorganických materiálů (kovů) pro plošné spoje, antény), ale také izolační nebo pasivační (ochranné) vrstvy. Plocha, kterou je možné zhotovit, se pohybuje do 50 m2/h a rozlišení do 100 μm jsou podobně jako u inkoustového tisku omezené. Také v tištěné elektronice se tento mnohostranný a přiměřeně jednoduchý způsob tisku používá pro tisk vodivých a dielektrických vrstev. Je ověřen i tisk organických polovodičů (OPVC) i samostatných OFET.

## Materiály pro tištěnou elektroniku
Pro tištěnou elektroniku se užívají jak organické, tak anorganické materiály. Předpokladem je, mimo elektrické vlastnosti, aby materiál bylo možné převést do kapalné formy jako roztok, disperzi nebo suspenzi. To zahrnuje mnoho organických materiálů, které mohou být použity jako vodiče, polovodiče nebo izolanty. U anorganických materiálů jde až na malé výjimky o disperzi kovových mikro- nebo nanočástic. Výchozím bodem pro vývoj tisknutelných elektronických materiálů bylo objevení konjugovaných polymerů a jejich další vývoj jako rozpustných látek. V současnosti existuje velký počet tisknutelných materiálů z této skupiny polymerů, které mají vodivé, polovodivé, elektroluminiscenční, fotovoltaické a další funkční vlastnosti. Jiné polymery mohou být využity jako izolanty nebo dielektrika.
Vedle příslušných elektrických vlastností je pro využití v tištěné elektronice důležitá také zpracovatelnost v tiskovém procesu.
Vlastnosti použitých materiálů určují v širokém rozsahu rozdíly mezi tištěnou a konvenční elektronikou. Přesto nabízejí materiály používané v tištěné elektronice celou řadu výhod, které jsou rozhodující pro rozvoj této technologie. K nim patří vedle zpracovatelnosti v kapalné formě také ohebnost a možnost ovlivňovat funkční vlastnosti chemickou modifikací (např. barvu emitovaného světla ve vrstvě OLED). Na druhou stranu nelze vyrobit z organických, polymerních materiálů tak dokonale uspořádané vrstvy a povrchy, jaké jsou obvyklé u anorganických materiálů. Tím je způsobena horší vodivost organických vodičů a horší vlastnosti u organických polovodičů. Momentálně se intenzivně zkoumá fakt, že u většiny organických polovodičů je vhodnější děrová vodivost oproti elektronové. Zatím se jeví, že jde o specifickou vlastnost těchto látek, používaných pro OFET. Nedají se natisknout skoro žádné vrstvy N-typu na rozdíl od P-typu. Z toho dál vyplývá, že v tištěné elektronice nejsou dostupné skoro žádné CMOS mimo PMOS. Navíc je odolnost součástek v tištěné elektronice vůči povětrnostním vlivům horší a životnost kratší ve srovnání s konvenční elektronikou.
Charakteristické pro tištěnou elektroniku je použití ohebných podložek (substrátů), které dovolují snížit výrobní náklady a vyrábět ohebné obvody. Zatímco pomocí inkoustového tisku a sítotisku se potiskují také tuhé podložky jako sklo nebo křemík, postupy velkonákladového tisku se vzhledem k rotačnímu principu zpracování potiskují skoro výhradně fólie a papír. Z cenových důvodů se potiskují hlavně polyetylentereftalátová fólie (PET) a polyimidová fólie (PI). Dalšími důležitými vlastnostmi při užití podložky jsou nízká drsnost a dobrá smáčivost. Tu lze ale upravit předběžnými úpravami (nanesení pomocných vrstev, plazmové obrábění). V protikladu ke konvenčnímu tisku je zde velká nasákavost podložky nežádoucí. Na základě nízké ceny a mnohostranného využití představuje papír atraktivní podložku pro tištěnou elektroniku. Velká drsnost a nasákavost ale způsobují technologické těžkosti při výrobě.

## IEC TC 119
Jde o technickou komisi IEC, která vydává normy, specifikace a technické zprávy pro oblast tištěné elektroniky.

## Související technické obory
Rozvoj následujících oborů (výzkum, vývoj a výroba) přispívá k rozvoji TE:
- akumulátorové články a baterie;
- osvětlovací technika, např. LED, OLED;
- kondenzátory, rezistory a pasivní integrované obvody;
- polovodičové součástky, integrované obvody a senzory;
- systémy fotovoltaické konverze solární energie na elektrickou;
- technologie montáže elektroniky, např. SMT;
- elektronické displeje (např. typy LED, OLED) [4];
- environmentální aspekty elektrických a elektronických výrobků a systémů;
- nano-objekty a nanostruktury [5];
- technologie grafické výroby.

## Srovnání tištěné a konvenční elektroniky

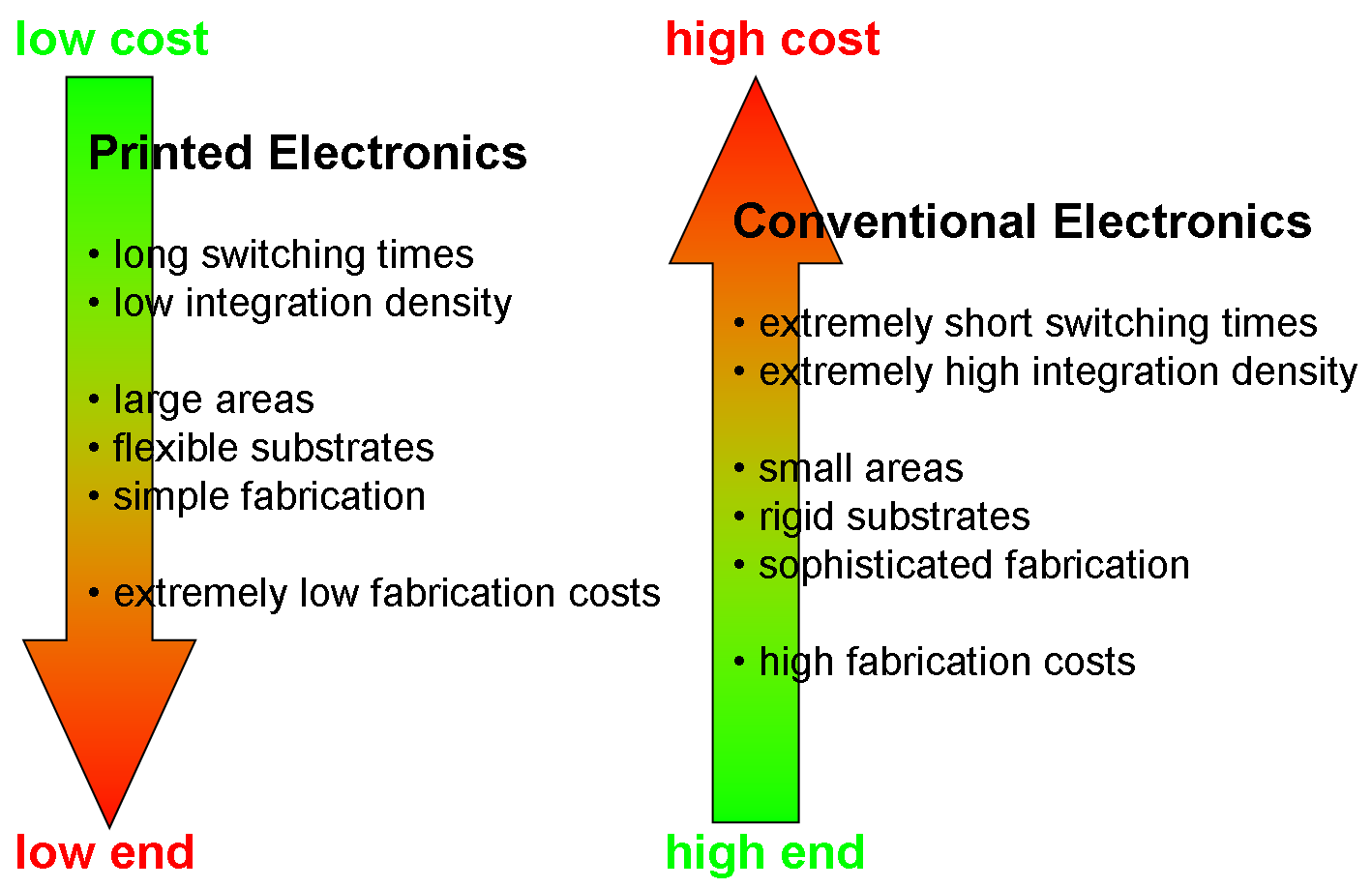
Tištěná a konvenční elektronika jako komplementární technologie.

| Tištěná elektronika         | Konvenční elektronika          |
| --------------------------- | ------------------------------ |
| dlouhé doby spínání         | velmi krátké doby spínání      |
| malá hustota integrace      | velmi vysoká hustota integrace |
| velké plochy                | malé plošky                    |
| ohebné substráty            | neohebné substráty             |
| jednoduchá výroba           | složitá výroba                 |
| velmi nízké výrobní náklady | vysoké výrobní náklady         |
| levný výrobek               | drahý výrobek                  |

## Aplikace organické a tištěné elektroniky[6]

EPC RFID tag používaný např. společností Wal-Mart k ochraně zboží.

- organická fotovoltaika: spotřební elektronika, fotovoltaika zabudovaná do budovy/fasády;
- ohebné displeje: ohebné segmentové displeje zabudované do chytrých karet a cenovek, svinovatelné barevné displeje;
- OLED osvětlení: dekorativní osvětlení, ohebné osvětlovací prvky;
- elektronika a komponenty: tištěné RFID tagy, primární články, tištěné paměti, RFID ochrana spotřebního zboží, paměti, dotykové senzory;
- integrované chytré systémy: fyzikální a chemická čidla, textilní fotodetektory, organická fotovoltaika pro nabíjení článků, inteligentní jízdenky a vstupenky.

## Tiskové techniky[7]
- tisk bez tiskových barev: fotochemický, termochemický, elektrochemický;
- tisk bez tiskové formy: inkoustový, termotransferem, elektrostatický;
- tisk z tiskové formy: tisk z výšky (knihtisk), tisk z plochy (litografie; ofset).